# William Wells Brown
William Wells Brown (n. 6 noiembrie 1814 - d. 6 noiembrie 1884) a fost un scriitor, luptător aboliționist american.

## Opera
- 1853: Clotel. Fiica președintelui ("Clotel. The President's Daughter");
- 1858: Evadarea ("The Escape");
- 1863: Omul de culoare: Antecedentele, geniul, realizările ("The Black Man: His Antecedents, His Genius, and His Achievements");
- 1880: Casa mea din sud ("My Southern Home").

## Vezi și
- Listă de dramaturgi americani
- Listă de piese de teatru americane

1. ↑  Find a Grave, accesat în 8 ianuarie 2022
2. ↑  IdRef, accesat în 5 martie 2020
3. ↑  African American Almanac[*] Verificați valoarea |titlelink= (ajutor)